# Canton de Tulle-Urbain-Nord
Pour les articles homonymes, voir Canton de Tulle (homonymie).
Le canton de Tulle-Urbain-Nord est une ancienne division administrative française située dans le département de la Corrèze, en région Limousin.

## Histoire
Le canton de Tulle-Urbain-Nord est créé en 1982, lors de la partition en deux du canton de Tulle-Nord.

### Redécoupage cantonal de 2014-2015
Par décret du 24 février 2014, le nombre de cantons du département passe de 37 à 19, avec mise en application aux élections départementales de mars 2015. Le canton de Tulle-Urbain-Nord est supprimé à cette occasion. Son territoire est alors intégré au canton de Tulle.

## Géographie
Ce canton était une partie de la commune de Tulle dans l'arrondissement de Tulle. Son altitude variait de 185 m à 460 m pour une altitude moyenne de 212 m.

## Administration
| Période | Période | Identité           | Étiquette | Qualité                                       |
| ------- | ------- | ------------------ | --------- | --------------------------------------------- |
| 1982    | 1988    | François Beal      | RPR       |                                               |
| 1988    | 2001    | Raymond-Max Aubert | RPR       | Député (1993-1997) Maire de Tulle (1995-2001) |
| 2001    | 2015    | Pierre Diederichs  | PS        | Professeur                                    |

## Composition
Le canton de Tulle-Urbain-Nord se composait uniquement d'une partie de la commune de Tulle et comptait 8 123 habitants au 1er janvier 2012.
| Nom               | Code Insee | Intercommunalité | Population (dernière pop. légale)              |
| ----------------- | ---------- | ---------------- | ---------------------------------------------- |
| Tulle (chef-lieu) | 19272      | CA Tulle Agglo   | Fraction : 8 123(2012) Commune : 14 325 (2014) |

## Démographie
| 1982 | 1990   | 1999  | 2006  | 2011  | 2012  |
| ---- | ------ | ----- | ----- | ----- | ----- |
| -    | 10 028 | 9 156 | 8 703 | 8 301 | 8 123 |